# Valentin Chevetel
Valentin-Marie-Magloire Chevetel (Bazouges-la-Pérouse, 30 octobre 1758 – Orly 15 février 1834) est un médecin et homme politique français qui contribua par une dénonciation au démantèlement de la conjuration bretonne.

## Biographie
Il était le médecin mandé par le marquis de La Rouërie pour soigner son épouse, gravement malade. Se liant d'amitié avec le marquis, celui-ci le fait entrer comme médecin consultant auprès du comte de Provence, futur Louis XVIII. En 1788, il représente en Touraine le marquis de Mirabeau au mariage de son fils cadet, le vicomte de Mirabeau, avec Marie Louise Adélaïde Jacquette de Robien.
De retour en Bretagne en 1792 il prend connaissance du projet de conjuration du marquis de la Rouërie, qui se confie à lui. Chevetel est entre-temps devenu un révolutionnaire convaincu, et sous le pseudonyme de Latouche, informe Danton, dont il est devenu proche, de la conspiration. Cette dénonciation provoqua la mort du marquis, traqué et malade, le 30 janvier 1793, et l'annihilation du mouvement d'insurrection royaliste mis en place par La Rouërie, l'Association bretonne.
Chevetel avait épousé l'actrice Mademoiselle Fleury - qui fut un temps, en 1788, l'amante de Armand Tuffin de La Rouërie. Il devint sous l'Empire maire d'Orly en 1810, mandat qu'il conserva jusqu'en 1832. Il mourut dans cette ville en 1834. Ce n'est que plus tard que son rôle durant l'année 1793 fut découvert.